# جنرال الکتریک جی۸۷
جنرال الکتریک جی۸۷ (به انگلیسی: General Electric J87) یک موتور توربوجت هواپیمای هسته‌ای ساختِ کارخانهٔ جنرال الکتریک در کشور ایالات متحده آمریکا است.